# Luis Moya Blanco

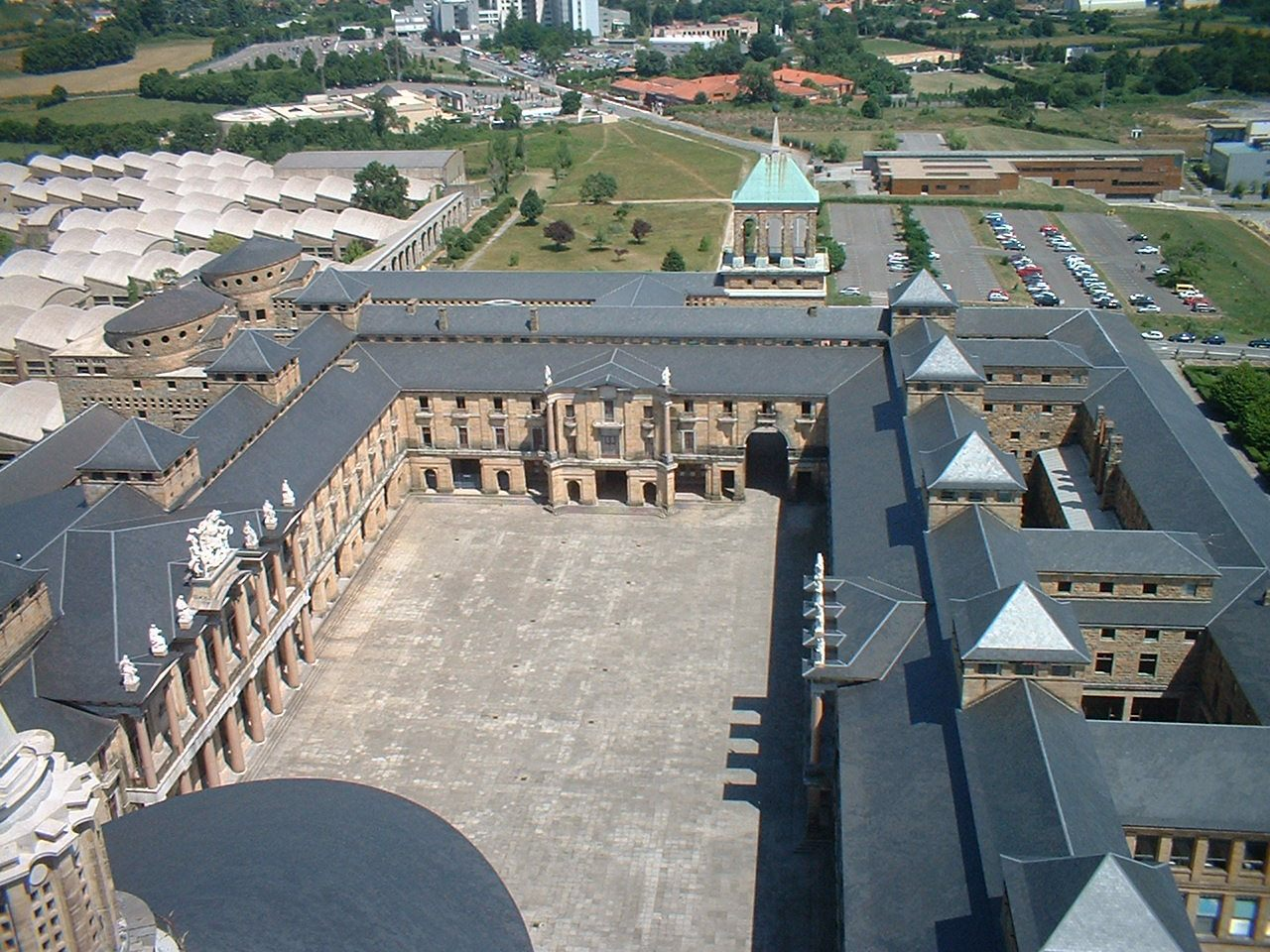
Universidade Laboral de Gijón

Luis Moya Blanco (Madrid, 1904 — 1990) foi um arquiteto espanhol. Distinguiu-se por sua mestria no uso do ladrilho e por seus coberturas nas quais mostrou um variado repertório formal e um interessante tratamento do espaço, muitas vezes baseado nas possibilidades das abóbadas de tijolos.  

## Vida
Moya Blanco, filho do famoso engenheiro civil Luis Moya Idígoras e sobrinho do arquiteto Juan Moya Idígoras, nasceu e viveu em Madrid. Estudou o liceu no Colégio Nuestra Señora del Pilar e arquitetura na Escola Superior Técnica de Arquitectura de Madrid (ETSAM), obtendo o título de arquitecto em 1927. Mais tarde na ETSAM foi professor, director e professor. Também foi professor catedrático na Escola de Arquitetura de Navarra,  e foi professor de alguns dos principais arquitetos espanhóis do século XX, entre os quais se destacam Miguel Fisac e Fernando Higueras. 
Moya Blanco trabalhou como professor, pesquisador, professor universitário e como arquiteto profissional, é autor de inúmeras obras construídas em Madrid e em muitas outras cidades espanholas, tanto edifícios como planos urbanísticos e novos projetos para áreas urbanas.    Autor de múltiplos edifícios, a sua Universidade Laboral de Gijón foi uma das principais obras realizadas em Espanha durante a segunda metade do século XX. 
Distinguiu-se pela mestria no uso do tijolo e pelos arriscados telhados em que mostrava um variado repertório formal e um interessante tratamento do espaço, muitas vezes baseado nas possibilidades da abóbadilha, técnica 
sobre a qual escreveu vários tratados. 
Os seus projectos denominados "sonhos arquitectónicos" e a sua participação em alguns dos principais movimentos da arte contemporânea europeia, entre os quais se destaca o grupo surrealista, fizeram dele uma referência obrigatória para várias gerações de arquitectos. Sua resistência em aceitar o estilo internacional, mostrando sua discordância com a desconexão com a história da arquitetura realizada pelo movimento moderno, fez com que sua arquitetura fosse inicialmente incompreendida, para acabar sendo uma das obras mais valorizadas da arquitetura espanhola do século XX. Juntamente com Sáenz de Oiza, pode ser considerado como uma das poucas referências existentes ao surrealismo na arquitetura. 

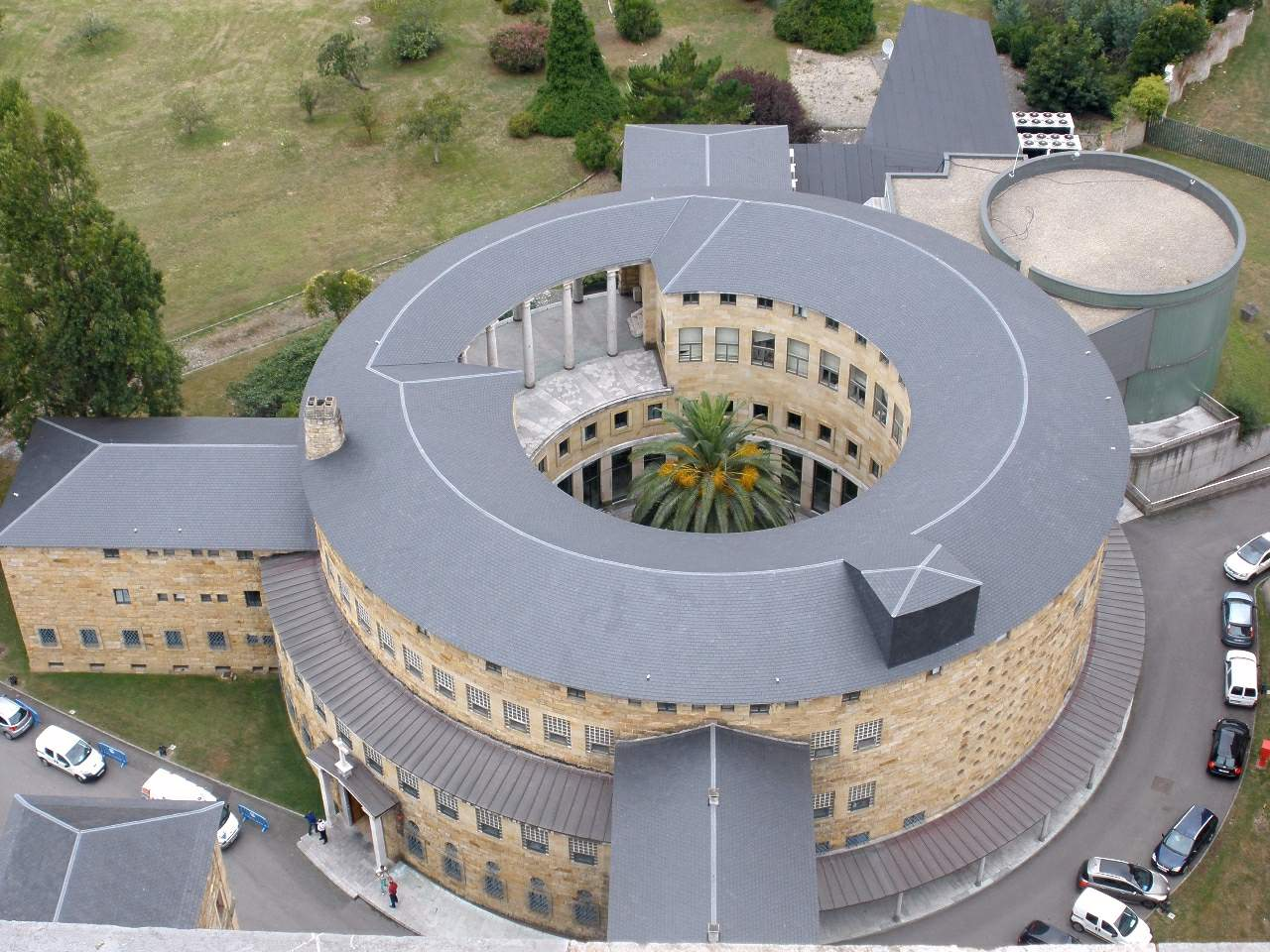
Cidade da Cultura (Universidade Laboral de Gijón)
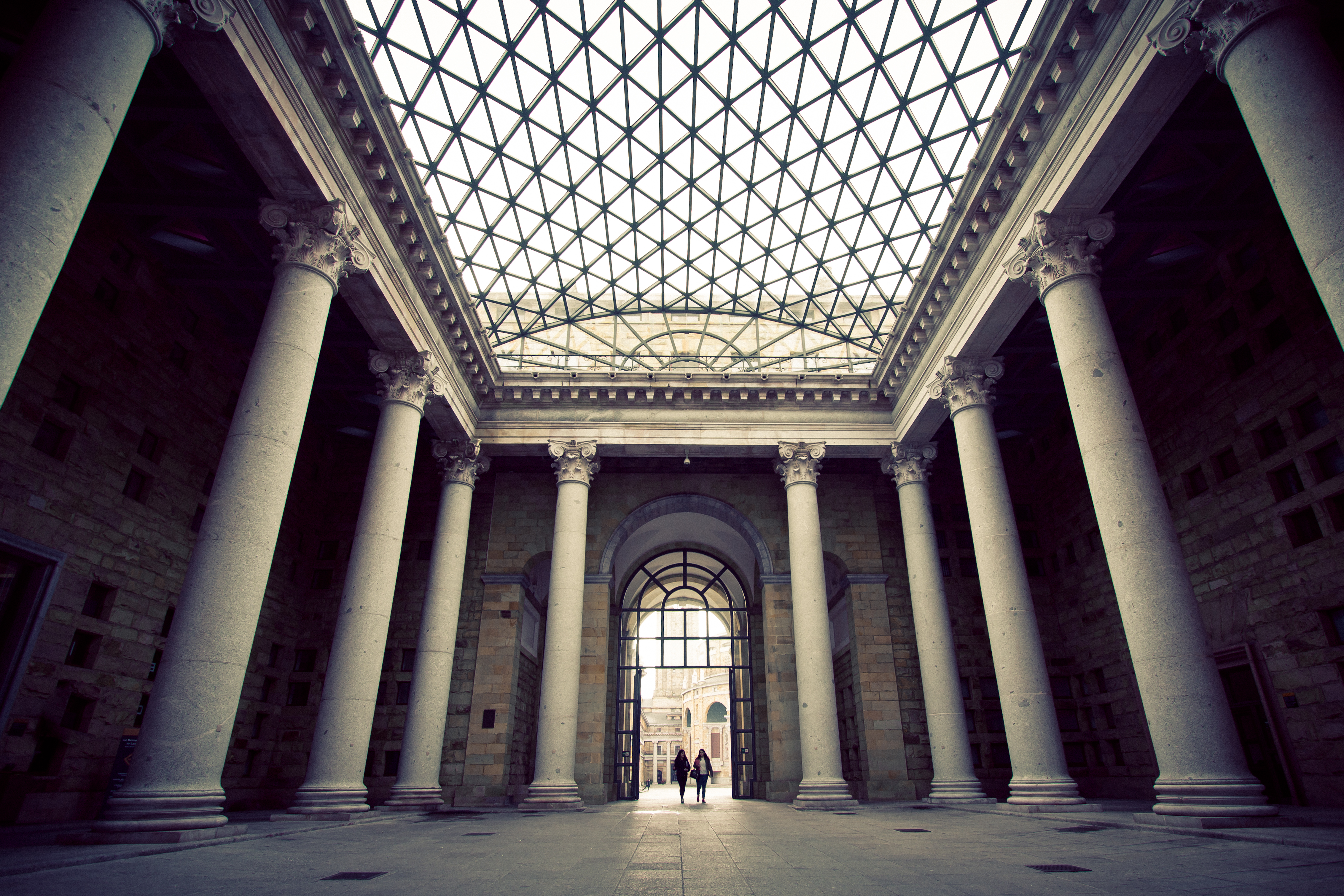
Hall (Universidade Laboral de Gijón)
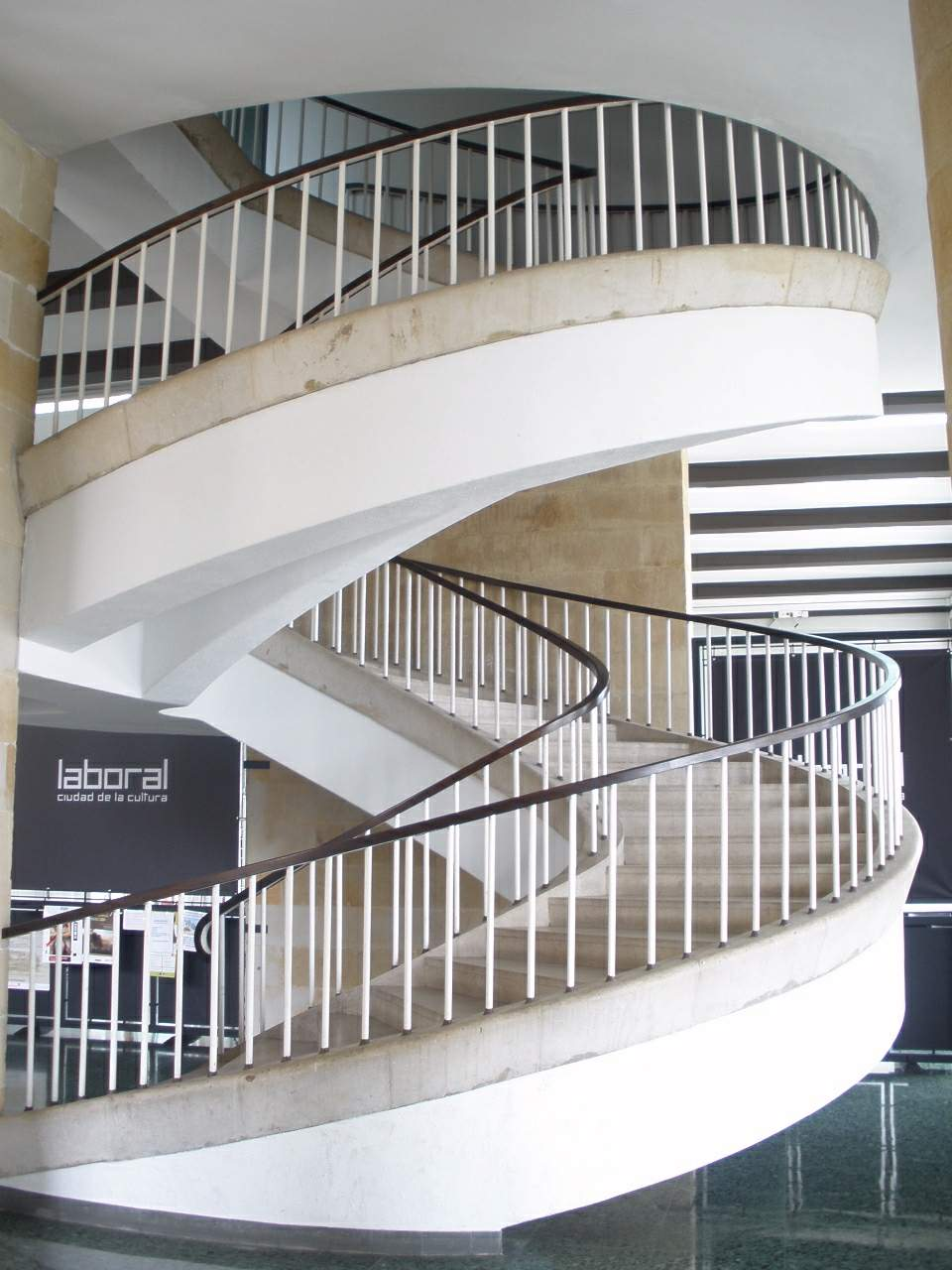
Cafetería (Universidade Laboral de Gijón)
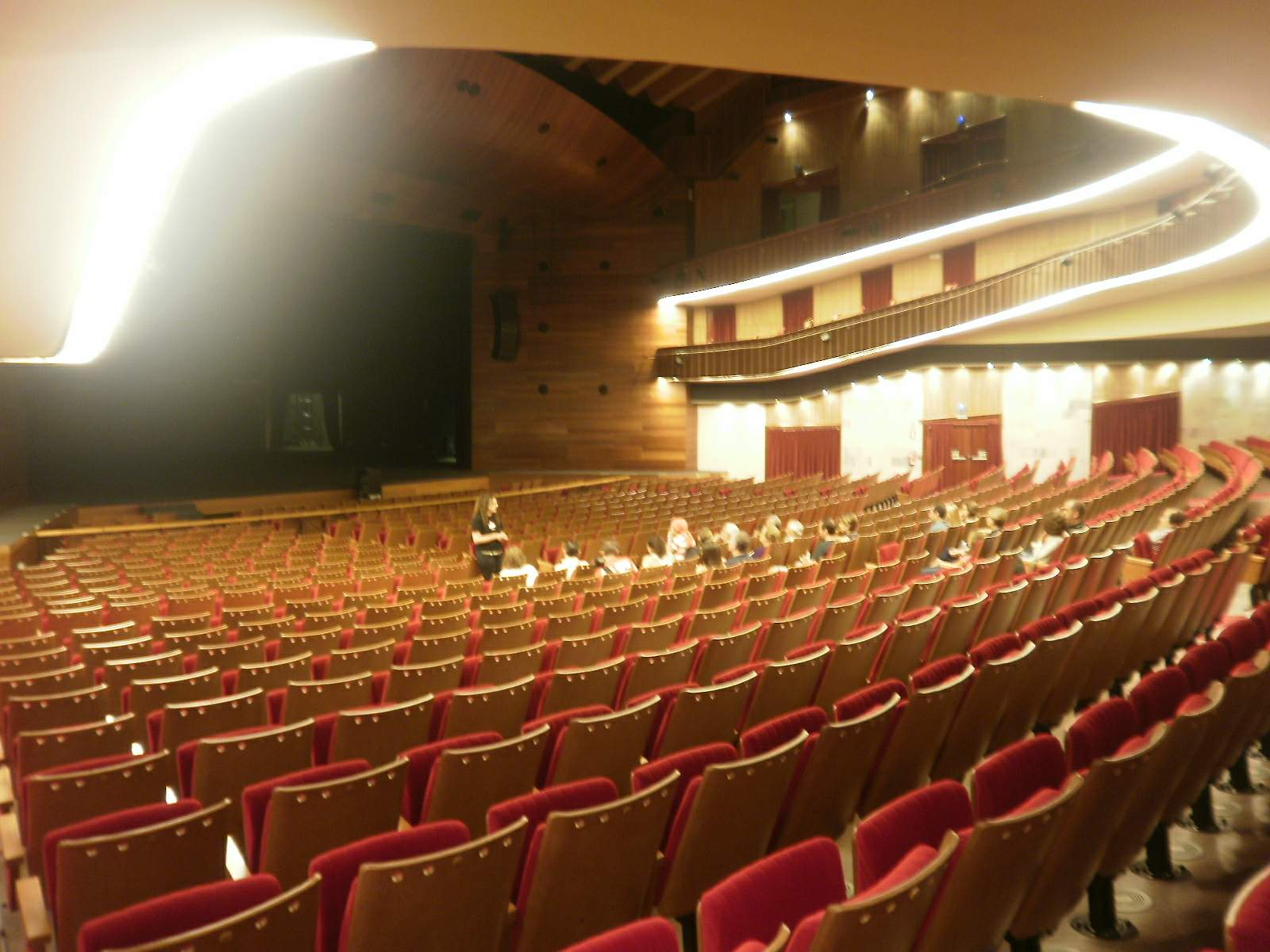
Teatro (Universidade Laboral de Gijón)
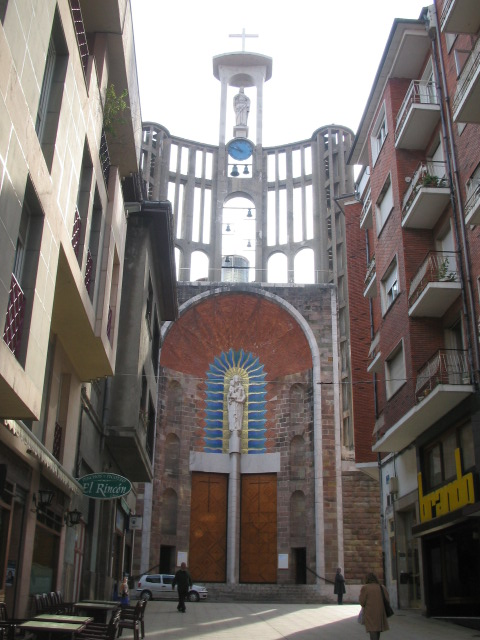
Igreja de la Virgen Grande (Torrelavega)
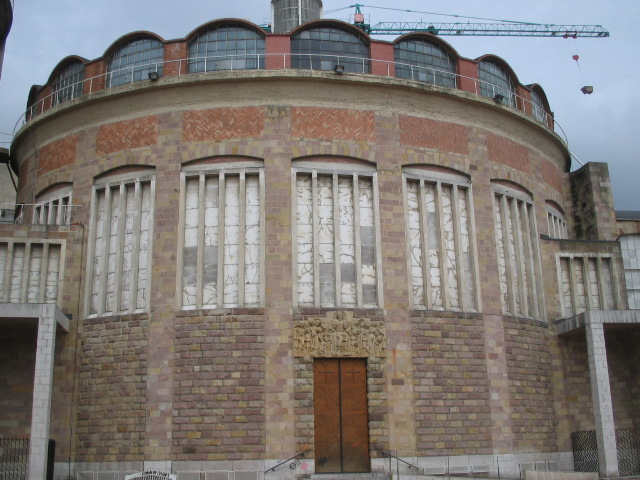
Igreja de la Virgen Grande (Torrelavega)
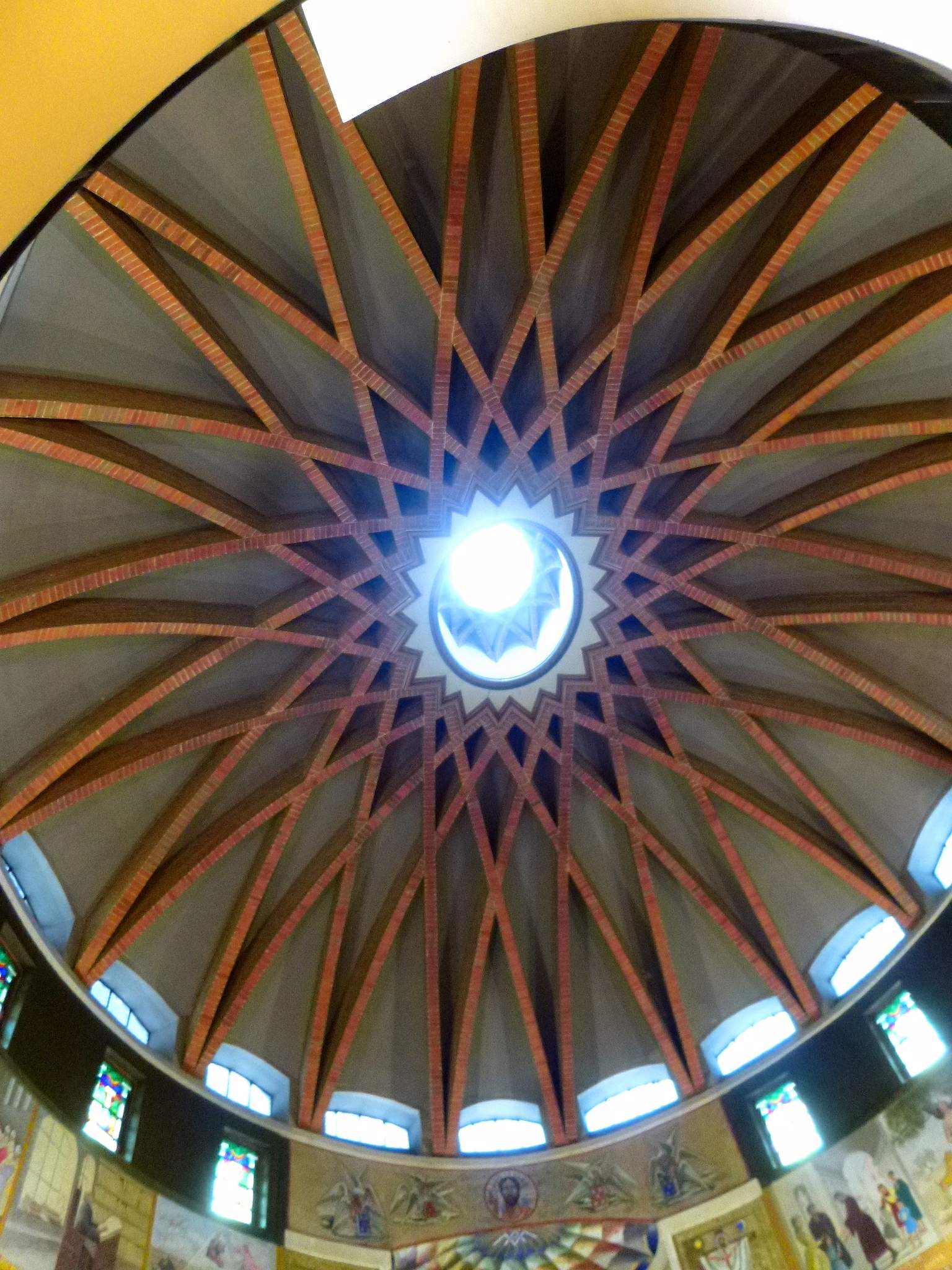
Igreja de San Agustín (Madrid)
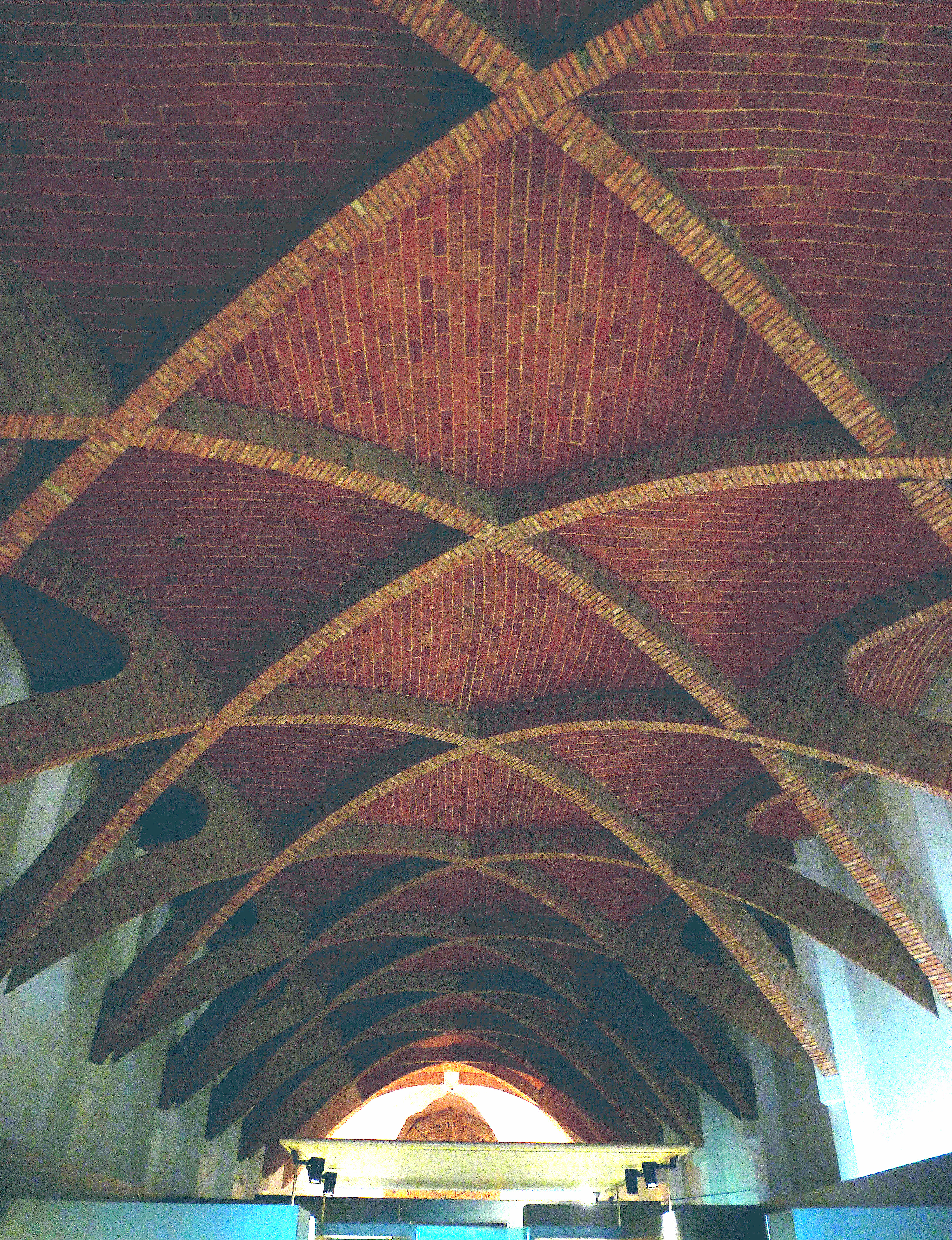
Abobadilhas do Museu da América (Madrid)